# IO (bedrijf)
iO is een Europees digitaal bureau met 13 campussen in België, Nederland, Zweden, Denemarken en Bulgarije. De organisatie telt anno 2025 meer dan 2000 werknemers. Het hoofdkantoor zetelt in Herentals, België.
Het bedrijf levert digitale diensten door verschillende expertises en disciplines op het gebied van strategie, technologie, marketing, content en creatie te combineren en integreren.
Tot de klantenkring behoren grote internationale merken zoals Audi, Brussels Airport, Efteling en Eneco,  overheidsinstellingen en ook lokale organisaties in verschillende sectoren.

## Geschiedenis
Oprichter van het bedrijf is Pieter Janssens. Nadat hij zich in eerste instantie, naast zijn studies boekhouden/informatica en later de opleiding tot handelsingenieur, bezighield met het ontwerpen van websites voor lokale zelfstandigen en verenigingen, startte hij als 21-jarige in 2005 zijn eigen onderneming, Intracto Internet Group in Herentals, België.
Zijn bedrijf begon als een klein webbureau en ontwikkelde zich tot een digitaal reclame- en adviesbureau. In de jaren die volgden groeide het bedrijf verder, mede door het aanbieden van marketingdiensten, organische groei en strategische overnames en werd het bedrijf een belangrijke factor in de digitale sector in de Benelux-regio.
In 2017 breidde Janssens zijn bedrijf uit en vestigde zich voor het eerst ook in Nederland. Kort daarna, in 2018, diende zich Waterland Private Equity aan als investeerder om zijn groei- en overnamestrategie te versnellen. Dankzij deze financiële injectie werden verschillende strategische overnames gerealiseerd waarbij 33 gespecialiseerde bureaus werden geïntegreerd binnen een periode van ongeveer drie jaar. De strategie was om bedrijven over te nemen die de bestaande diensten van Intracto aanvulden, waardoor een uitgebreid digitaal bureau kon worden opgebouwd. Gedurende deze periode breidde het bedrijf ook uit naar Scandinavië.
In 2022 onderging het bedrijf een rebranding naar iO (dit staat voor Infinite Opportunities). Deze verandering bracht alle overgenomen bureaus onder één merknaam, waardoor een verenigd digitaal bureau met uitgebreide diensten ontstond en het bedrijf zich positioneerde als een one-stop-oplossing voor klanten die op zoek zijn naar digitale transformatiediensten.

## Overnames
- Nederland: onder andere Booming, Burst, Codezilla, Dearnova, Entopic en Zoekhelden[10][11][12]
- België: onder andere Adagio, Prophets, Bake & Company, LUON, Blue4You, Raak, Internet Architects en Foreach.[13][14][15][16][17][18]
- Scandinavië: onder andere Peytz & Co (Denemarken), Triggerfish (Zweden), Awave (Zweden) en Stendahls (Zweden).[19][20][21][22]